# Dyes
Dyes – drugi album studyjny polskiej grupy muzycznej Mothra

## Lista utworów
| Nr | Tytuł utworu | Długość |
| -- | ------------ | ------- |
| 1. | „Squant”     | 4:00    |
| 2. | „Hooloovoo”  | 3:04    |
| 3. | „Octarine”   | 5:42    |
| 4. | „Grue”       | 4:17    |
| 5. | „Bleen”      | 2:40    |
| 6. | „Fullgin/A”  | 2:46    |
| 7. | „Fullgin/B”  | 4:32    |
|    |              | 27:01   |

## Twórcy
- Piotr Koryzma – śpiew
- Daniel Szwed – perkusja[6][7]
- Andrzej Burzyński – gitara basowa
- Paweł Stefan Rosiak – gitara